# 紳士服業界
紳士服業界は、アパレル産業のうち紳士服を主に取り扱う業界である。

## 紳士服業界の売上高
| 会社名               | 売上高                   | 備考                                                       |
| -------------------- | ------------------------ | ---------------------------------------------------------- |
| 青山商事             | 2000億円 （2012年3月期） | カジュアルやセレクトショップも展開                         |
| AOKIホールディングス | 1465億円 （2012年3月期） | ネットカフェやカラオケ、ブライダル等も併営                 |
| コナカ               | 648億円 （2011年9月期）  | 九州地盤のフタタを完全子会社化                             |
| はるやま商事         | 515億円 （2012年3月期）  | 西日本、関東へも店舗進出                                   |
| タカキュー           | 228億円 （2012年2月期）  | 機能性・ファッション性高い商品の開発強化                   |
| オンリー             | 66億円 （2011年8月期）   | ザ・スーパースーツストアを中心に自社ブランド紳士服を販売。 |
| 銀座山形屋           | 42億円 （2012年3月期）   | 注文紳士服大手でブランド力強い。若者向け強化中             |